# Lidija Gawrilowna Iwanowa
Lidija Gawrilowna Iwanowa, Geburtsname Kalinina (russisch Лидия Гавриловна Иванова (Калинина); * 27. Januar 1937 in Moskau), ist eine sowjetische Turnerin, zweifache Olympiasiegerin, Punkterichterin und Trainerin.
Sie wurde bereits mit vierzehn Jahren 1951 Meister des Sports und nach den Olympischen Spielen 1960 in Rom Verdienter Meister des Sports der UdSSR.
Turnerfahrungen sammelte die junge Lidija Kalinina schon in den frühen Schuljahren. Ihr erster prominenter Trainer war Alexei Iwanowitsch Alexandrow. Er brachte sie zu Dynamo Moskau.
Ihre erste Goldmedaille gewann sie mit der Mannschaft der Sowjetunion noch unter ihrem Geburtsnamen Kalinina bei den Olympischen Sommerspielen 1956 in Melbourne zusammen mit ihren Mannschaftskameradinnen Polina Astachowa, Ljudmila Jegorowa, Larissa Latynina, Tamara Manina und Sofia Muratowa, siehe Olympische Sommerspiele 1956/Turnen. Auf der vierzehntägigen Schiffsrückreise aus Australien verliebte sie sich in den Goldmedaillengewinner mit der Fußballmannschaft Walentin Kosmitsch Iwanow. Die beiden heirateten drei Jahre später 1959.
Iwanowa wiederholte den Goldmedaillengewinn mit der Mannschaft bei den Olympischen Spielen 1960 in Rom. Mannschaftskolleginnen dort waren außer Latynina, Muratowa und Astachowa diesmal Margarita Nikolajewa und Tamara Ljuchina.
Ein Jahr nach den Olympischen Spielen in Rom kam der Sohn Walentin Iwanow, ein späterer FIFA-Fußballschiedsrichter, zur Welt. 1964 beendete bei einem Trainingsaufenthalt in Deutschland eine schwere Knieverletzung Iwanowas aktive Turnerzeit; im selben Jahr folgte die Geburt von Tochter Olga.
Als Wertungsrichter nahm Iwanowa an weiteren Olympischen Spielen teil: München 1972, Montreal 1976, Moskau 1980, Los Angeles 1984, Seoul 1988, Barcelona 1992; ferner bei Weltmeisterschaften in Ljubljana, Amsterdam, Indianapolis, Paris, London, Madrid und diversen Europameisterschaften. Sie wurde mit dem Goldenen Abzeichen des Internationalen Turnerbundes Fédération Internationale de Gymnastique ausgezeichnet. In der Zeit von 1982 bis 1993 war sie Staatstrainerin der Sowjetunion beziehungsweise trainierte die Nationalmannschaft Russlands.
Heute tritt sie bei vielen Veranstaltungen als Sportkommentatorin auf.
Lidija Gawrilowna Iwanowa erhielt für ihr Wirken eine Reihe weiterer nationaler und internationaler Auszeichnungen.